# Backhoppning vid olympiska vinterspelen 2002 - Lagtävling
Detta är resultaten från lagtävling i backhoppning vid olympiska vinterspelen 2002. 52 skidskyttar från 13 länder tävlade i lag på fyra personer. Tävlingen var uppdelad i två hopp per åkare och den sammanlagda poängen låg till grund för slutresultaten.

## Resultaten
| Pl. | Lag                                                                                   | Hopp 1 | Hopp 2 | Totalt |
| --- | ------------------------------------------------------------------------------------- | ------ | ------ | ------ |
| 1   | Tyskland · Sven Hannawald · Stephan Hocke · Michael Uhrmann · Martin Schmitt          | 498.8  | 475.3  | 974.1  |
| 2   | Finland · Matti Hautamäki · Veli-Matti Lindström · Risto Jussilainen · Janne Ahonen   | 489.1  | 484.9  | 974.0  |
| 3   | Slovenien · Damjan Fras · Primoz Peterka · Robert Kranjec · Peter Žonta               | 483.9  | 462.4  | 946.3  |
| 4   | Österrike · Stefan Horngacher · Andreas Widhölzl · Wolfgang Loitzl · Martin Höllwarth | 472.4  | 454.4  | 926.8  |
| 5   | Japan · Masahiko Harada · Hiroki Yamada · Hideharu Miyahira · Kazuyoshi Funaki        | 465.5  | 460.5  | 926.0  |
| 6   | Polen · Robert Mateja · Tomisław Tajner · Tomasz Pochwała · Adam Małysz               | 435.2  | 412.9  | 848.1  |
| 7   | Schweiz · Marco Steinauer · Sylvain Freiholz · Andreas Küttel · Simon Ammann          | 417.8  | 400.5  | 818.3  |
| 8   | Sydkorea · Choi Heung-Cheol · Choi Yong-Jik · Kim Hyeon-Gi · Gang Chil-Gu             | 395.6  | 406.0  | 801.6  |
| 9   | Norge · Tommy Ingebrigtsen · Lars Bystøl · Anders Bardal · Roar Ljøkelsøy             | 404.5  | 386.3  | 790.8  |
| 10  | Frankrike · Emmanuel Chedal · Rémi Santiago · Florentin Durand · Nicolas Dessum       | 370.7  | 384.4  | 755.1  |
| 11  | USA · Brian Welch · Tommy Schwall · Clint Jones · Alan Alborn                         | 372.8  | 355.6  | 728.4  |
| 12  | Tjeckien · Jan Matura · Michal Doležal · Jan Mazoch · Jakub Janda                     | 368.0  | 356.6  | 724.6  |
| 13  | Kazakstan · Maksim Polunin · Stanislav Filimonov · Aleksandr Korobov · Pavel Gayduk   | 265.5  | 355.7  | 621.1  |